# François-Édouard Hasley
François-Edouard Hasley, né à Sainte-Mère-Église (Manche) le 11 mars 1825 et décédé à Cambrai (Nord) le 7 août 1888, est un prélat français qui fut successivement évêque de Beauvais, archevêque d'Avignon puis archevêque de Cambrai.

## Biographie
Ordonné prêtre le 2 juin 1849 pour l'archidiocèse de Rouen, l'abbé François Hasley fut chanoine-curé de Saint-Ouen de Rouen avant d'être nommé évêque de Beauvais par décret du 4 juin 1878. 

## Armes
D'or, à la couronne d'épines de sinople brochant sur une lance de gueules, posée en pal.